# De wilde Noordzee
De wilde Noordzee is een Nederlandse natuurfilm voor de bioscoop uit 2024, geregisseerd door Mark Verkerk. De documentaire trok 150.000 bezoekers en behaalde daarmee zowel de Kristallen Film als de Gouden Film-status.

## Inhoud
De documentaire laat de onderwaterwereld van de Noordzee zien die een diverse flora en fauna herbergt. Hoewel het vaak als onopgemerkt wordt beschouwd, biedt deze ecologisch rijke regio een scala aan leven dat essentieel is voor het ecosysteem.

## Release
De film ging op 7 september 2024 in première op het Film by the Sea-filmfestival in Vlissingen.

## Televisieserie
De wilde Noordzee wordt ook uitgezonden als vierdelige televisieserie door de Evangelische Omroep op NPO 1, waarvan de eerste aflevering werd uitgezonden op 13 april 2025. De serie laat nog veel meer zien van deze verborgen wereld, met voice-over van Monic Hendrickx.

### Afleveringen
- 1 – Kusten
- 2 – Bodem
- 3 – Riffen
- 4 – Open zee